# Houston Texans 2018
La stagione 2018 degli Houston Texans è stata la 17ª della franchigia nella National Football League, la quinta con Bill O'Brien come capo-allenatore. È stata la prima stagione dal 2005 in cui Rick Smith, a causa di ragioni familiari, non è il general manager. I Texans sono tornati a vincere il titolo di division con 11 vittorie e 5 sconfitte ma sono stati eliminati nel primo turno di playoff in casa dagli Indianapolis Colts.

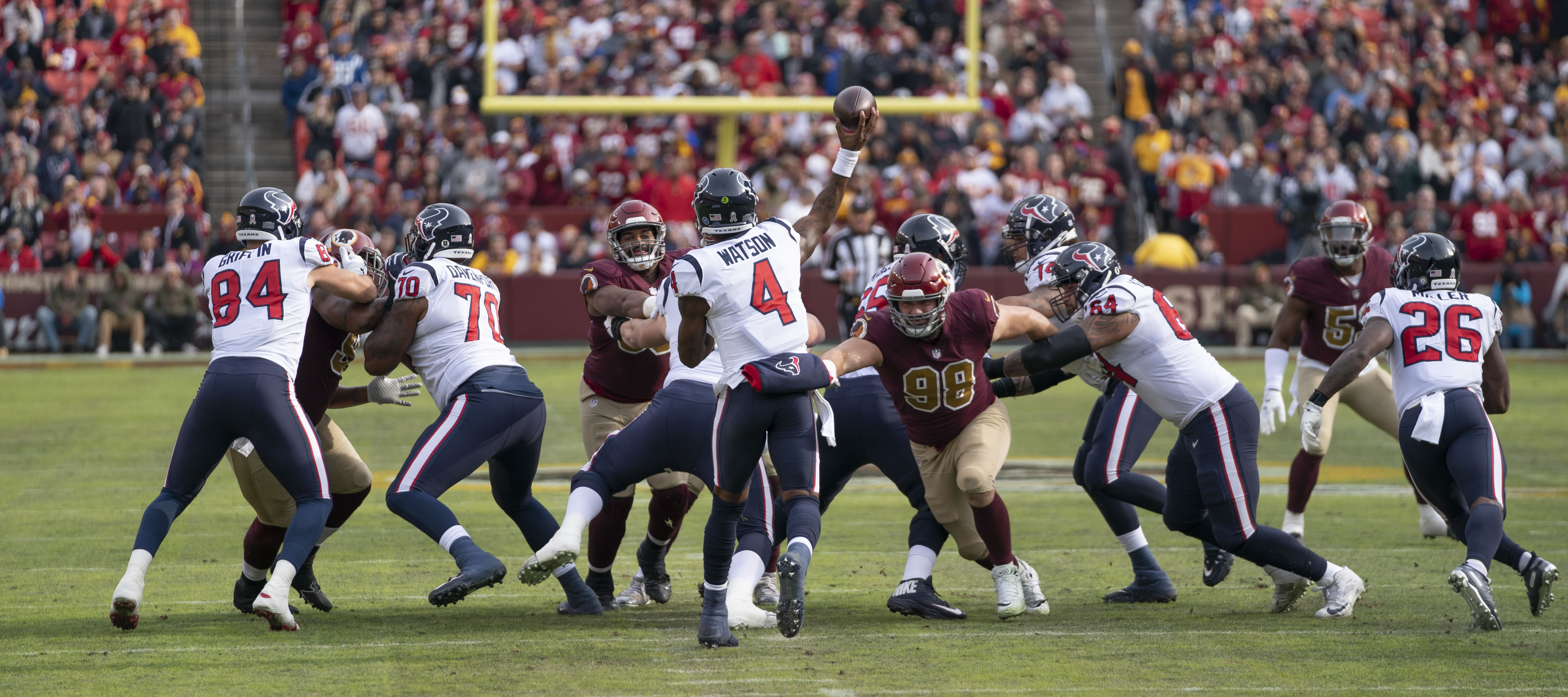
La partita del 18 novembre contro Washington

## Scelte nel Draft 2018
| Scelte dei Texans nel Draft 2018 |        |                 |       |                   |                      |
| Giro                             | Scelta | Giocatore       | Ruolo | College           | Note                 |
| 3                                | 68     | Justin Reid     | S     | Stanford          |                      |
| 3                                | 80     | Martinas Rankin | OT    | Mississippi State | Da Seattle           |
| 3                                | 98     | Jordan Akins    | TE    | UCF               | Scelta compensatoria |
| 4                                | 103    | Keke Coutee     | WR    | Texas Tech        |                      |
| 6                                | 177    | Duke Ejiofor    | DE    | Wake Forest       |                      |
| 6                                | 211    | Jordan Thomas   | TE    | Mississippi State | Scelta compensatoria |
| 6                                | 214    | Peter Kalambayi | LB    | Stanford          | Scelta compensatoria |
| 7                                | 222    | Jermaine Kelly  | CB    | San Jose State    |                      |

Scambi di scelte
- I Texans scambiarono la loro scelta nel 1º giro (4ª assoluta), e la loro scelta nel 1º giro nel 2017 (25ª assoluta) ai Cleveland Browns in cambio della scelta nel 1º giro nel 2017 (12ª assoluta) di questi ultimi.
- I Texans scambiarono la loro scelta nel 2º giro (35ª assoluta), la loro scelta nel 6º giro nel 2017 (188ª assoluta) e il loro quarterback Brock Osweiler a Cleveland in cambio della scelta nel 5º giro nel 2017 (142ª assoluta) di questi ultimi.
- I Texans scambiarono la loro scelta nel 5º giro (141ª assoluta) e il loro offensive tackle Duane Brown a Seattle in cambio della scelta nel 3º giro (80ª assoluta) e una scelta nel 2º giro nel 2019 di questi ultimi.
- Ai Texans furono assegnate tre scelte compensatorie, una nel 3º giro e due nel 6º giro (98ª, 211ª e 214ª assolute).

## Staff
| Staff degli Houston Texans nel 2018 |
| --- |
| Organi dirigenziali - Proprietario – Fondo di Bob McNair - Presidente – Jamey Rootes - General manager – Brian Gaine - Vicepresidente esecutivo delle operazioni sportive – Rick Smith - Vicepresidente senior dell'amministrazione sportiva – Chris Olsen - Direttore degli osservatori del college – Jon Carr - Assistente del direttore degli osservatori del college – Mike Martin - Direttore del personale professionistico – Rob Kisiel - Assistente direttore personale prof. – C.J. Leak Capo allenatore - Capo–allenatore/Coordinatore offensivo – Bill O'Brien - Assistente del capo–allenatore/Coordinatore difensivo – Romeo Crennel Altri allenatori - Preparatore atletico – Luke Richesson - Assistente p.a. – Brian Bell - Assistente p.a. – Ian Jones Allenatori dell'attacco - Quarterback – Sean Ryan - Running back – Danny Barrett - Wide receiver – John Perry - Tight end – Tim Kelly - Offensive line – Mike Devlin - Assistente offensivo/Offensive line – Will Lawing - Assistente offensivo/Special team – Wes Welker Allenatori della difesa - Defensive line – Anthony Weaver - Assistente difensivo senior/Outside linebacker – John Pagano - Inside linebacker – Bobby King - Defensive back – Anthony Midget - Assistente d.b. – D'Anton Lynn - Controllo qualità della difesa – Matt O'Donnell Allenatori dello special team - Coordinatore dello Special team – Brad Seely - Assistente – tracy Smith |

## Roster
| Roster degli Houston Texans nel 2018 |
| --- |
| Quarterback - 4 Deshaun Watson - 3 Brandon Weeden - 5 Joe Webb Running Back - 26 Lamar Miller - 28 Alfred Blue - 21 Tyler Ervin - 38 Buddy Howell Wide Receiver - 10 DeAndre Hopkins - 15 Will Fuller - 16 Keke Coutee - 17 Vyncint Smith - 18 Sammie Coates Tight End - 88 Jordan Akins - 84 Ryan Griffin - 83 Jordan Thomas Offensive Linemen - 75 Martinas Rankin T - 70 Julién Davenport T - 63 Roderick Johnson T - 74 Kendall Lamm T - 71 David Sharpe T - 64 Senio Kelemete G - 73 Zach Fulton G - 66 Nick Martin C - 65 Greg Mancz C Defensive Linemen - 99 J.J. Watt DE - 95 Christian Covington DE - 91 Carlos Watkins DE - 97 Angelo Blackson DE - 93 Joel Heath DE - 98 D.J. Reader NT - 92 Brandon Dunn NT Linebacker - 90 Jadeveon Clowney OLB - 53 Duke Ejiofor OLB - 54 Deashon Hall OLB - 58 Peter Kalambayi OLB - 59 Whitney Mercilus OLB - 57 Brennan Scarlett OLB - 41 Zach Cunningham ILB - 55 Benardrick McKinney ILB - 52 Brian Peters ILB Defensive Back - 24 Johnathan Joseph CB - 22 Aaron Colvin CB - 36 Kayvon Webster CB - 43 Shareece Wright CB - 20 Johnson Bademosi CB - 25 Kareem Jackson FS - 20 Justin Reed FS - 33 A.J. Moore FS - 31 Natrell Jamerson SS - 32 Tyrann Mathieu SS Special Team - 46 Jon Weeks LS - 8 Trevor Daniel P - 7 Ka'imi Fairbairn K Lista delle riserve - 27 D'Onta Foreman RB (PUP) - 12 Bruce Ellington WR (IR) - 76 Seantrel Henderson T (IR) - 51 Dylan Cole ILB (IR) - 30 Kevin Johnson CB (IR) - 35 Jermaine Kelly CB (IR) - 29 Andre Hal FS (NF-Ill.) Squadra di allenamento - 13 Malachi Dupre WR - 86 Jester Weah WR - 19 Isaac Whitney WR - 82 Matt Lengel TE - 61 Kyle Fuller G - 62 Chad Slade G - 48 Davin Bellamy OLB - 39 Breon Borders CB - 37 Andre Chachere CB - 40 Mike Tyson CB 53 attivi, 7 inattivi, 10 nella squadra di allenamento |
| Legenda - I rookie sono in corsivo. - Il primo ruolo è il principale mentre gli eventuali successivi indicano i ruoli secondari. - (IR) sta per Injured Reserve ed indica la lista ristretta per un solo giocatore infortunato che può tornare ad allenarsi dopo la settimana 6 e a rientrare in prima squadra dopo che questa ha giocato 8 partite. - (NF-Inj.) / (NF-Ill.) stanno rispettivamente per Non-Football Injured e Non-Football Illness ed indicano le liste dove viene inserito un giocatore che ha un infortunio o una malattia non dipendente dal football americano. - (PUP) sta per Physically Unable to Perform ed indica la lista dove viene inserito un giocatore mentre è in attesa di recuperare la condizione fisica. Nella stagione regolare dopo la sesta partita giocata dalla propria squadra, il giocatore ha tempo tre settimane per riprendere ad allenarsi, più tre settimane aggiuntive dal suo rientro agli allenamenti per rientrare in prima squadra. |

<

## Calendario

### Precampionato
| Precampionato |       |                       |           |        |                               |         |
| Turno         | Data  | Avversario            | Risultato | Record | Stadio                        | Sintesi |
| 1             | 09/08 | at Kansas City Chiefs | V 17–10   | 1–0    | Arrowhead Stadium             | Sintesi |
| 2             | 18/08 | San Francisco 49ers   | V 16–13   | 2–0    | NRG Stadium                   | Sintesi |
| 3             | 25/08 | at Los Angeles Rams   | S 20–21   | 2–1    | Los Angeles Memorial Coliseum | Sintesi |
| 4             | 30/08 | Dallas Cowboys        | V 14–6    | 3–1    | NRG Stadium                   | Sintesi |

### Stagione regolare
Il calendario della stagione è stato annunciato il 19 aprile 2018.
| Stagione regolare |                         |                    |                    |                              |                    |
| Turno             | Avversari               | Risultato          | Record             | Stadio                       | Sintesi            |
| 1                 | at New England Patriots | S 20–27            | 0–1                | Gillette Stadium             | Recap              |
| 2                 | at Tennessee Titans     | S 17–20            | 0–2                | Nissan Stadium               | Recap              |
| 3                 | New York Giants         | S 22–27            | 0–3                | NRG Stadium                  | Recap              |
| 4                 | at Indianapolis Colts   | V 37–34 dts        | 1–3                | Lucas Oil Stadium            | Recap              |
| 5                 | Dallas Cowboys          | V 19–16 dts        | 2–3                | NRG Stadium                  | Recap              |
| 6                 | Buffalo Bills           | V 20–13            | 3–3                | NRG Stadium                  | Recap              |
| 7                 | at Jacksonville Jaguars | V 20–7             | 4–3                | TIAA Bank Field              | Recap              |
| 8                 | Miami Dolphins          | V 42–23            | 5–3                | NRG Stadium                  | Recap              |
| 9                 | at Denver Broncos       | V 19–17            | 6–3                | Broncos Stadium at Mile High | Recap              |
| 10                | Settimana di pausa      | Settimana di pausa | Settimana di pausa | Settimana di pausa           | Settimana di pausa |
| 11                | at Washington Redskins  | V 23–21            | 7–3                | FedEx Field                  | Recap              |
| 12                | Tennessee Titans        | V 34–17            | 8–3                | NRG Stadium                  | Recap              |
| 13                | Cleveland Browns        | V 29–13            | 9–3                | NRG Stadium                  | Recap              |
| 14                | Indianapolis Colts      | S 21–24            | 9–4                | NRG Stadium                  | Recap              |
| 15                | at New York Jets        | V 29–22            | 10–4               | MetLife Stadium              | Recap              |
| 16                | at Philadelphia Eagles  | S 30–32            | 10–5               | Lincoln Financial Field      | Recap              |
| 17                | Jacksonville Jaguars    | V 20–3             | 11–5               | NRG Stadium                  | Recap              |

Note
- Gli avversari della propria division sono in grassetto.
- Le emittenti televisive e gli orari delle gare domenicali dalla settimana 5 alla 17 possono essere soggetti a cambiamenti a causa della programmazione flessibile.
- A causa della programmazione flessibile, l'ora d'inizio della partita della settimana 15 contro i New York Jets potrebbe essere alle 4:30 p.m. (22:30 ora italiana) o alle 8:20 p.m. (02:20 ora italiana del giorno successivo), e sarà confermato successivamente, non oltre la fine della settimana 8.[3]

## Classifiche

### Division
| AFC South              | AFC South | AFC South | AFC South | AFC South | AFC South | AFC South | AFC South | AFC South |
| vedi • disc. • mod.    | V         | S         | P         | PCT       | DIV       | CONF      | PF        | PS        |
| ---------------------- | --------- | --------- | --------- | --------- | --------- | --------- | --------- | --------- |
| (3) Houston Texans     | 11        | 5         | 0         | .688      | 4–2       | 9–3       | 402       | 316       |
| (6) Indianapolis Colts | 10        | 6         | 0         | .625      | 4–2       | 7–5       | 433       | 344       |
| Tennessee Titans       | 9         | 7         | 0         | .563      | 3–3       | 5–7       | 310       | 303       |
| Jacksonville Jaguars   | 5         | 11        | 0         | .313      | 1–5       | 4–8       | 245       | 316       |

### Conference
| American Football Conference           | American Football Conference | American Football Conference | American Football Conference | American Football Conference | American Football Conference | American Football Conference | American Football Conference | American Football Conference | American Football Conference | American Football Conference |
| Pos.                                   | Squadra                      | Division                     | V                            | S                            | P                            | PCT                          | DIV                          | CONF                         | SOS                          | SOV                          |
| -------------------------------------- | ---------------------------- | ---------------------------- | ---------------------------- | ---------------------------- | ---------------------------- | ---------------------------- | ---------------------------- | ---------------------------- | ---------------------------- | ---------------------------- |
| Capolista di Division                  |                              |                              |                              |                              |                              |                              |                              |                              |                              |                              |
| 1                                      | Kansas City Chiefs           | West                         | 12                           | 4                            | 0                            | .750                         | 5–1                          | 10–2                         | .480                         | .401                         |
| 2                                      | New England Patriots         | East                         | 11                           | 5                            | 0                            | .688                         | 5–1                          | 8–4                          | .482                         | .494                         |
| 3                                      | Houston Texans               | South                        | 11                           | 5                            | 0                            | .688                         | 4–2                          | 9–3                          | .471                         | .435                         |
| 4                                      | Baltimore Ravens             | North                        | 10                           | 6                            | 0                            | .625                         | 3–3                          | 8–4                          | .496                         | .450                         |
| Wild Card                              |                              |                              |                              |                              |                              |                              |                              |                              |                              |                              |
| 5                                      | Los Angeles Chargers         | West                         | 12                           | 4                            | 0                            | .750                         | 4–2                          | 9–3                          | .477                         | .422                         |
| 6                                      | Indianapolis Colts           | South                        | 10                           | 6                            | 0                            | .625                         | 4–2                          | 7–5                          | .465                         | .456                         |
| Non qualificati per i play-off         |                              |                              |                              |                              |                              |                              |                              |                              |                              |                              |
| 7                                      | Pittsburgh Steelers          | North                        | 9                            | 6                            | 1                            | .594                         | 4–1–1                        | 6–5–1                        | .504                         | .448                         |
| 8                                      | Tennessee Titans             | South                        | 9                            | 7                            | 0                            | .563                         | 3–3                          | 5–7                          | .520                         | .465                         |
| 9                                      | Cleveland Browns             | North                        | 7                            | 8                            | 1                            | .469                         | 3–2–1                        | 5–6–1                        | .516                         | .411                         |
| 10                                     | Miami Dolphins               | East                         | 7                            | 9                            | 0                            | .438                         | 4–2                          | 6–6                          | .469                         | .446                         |
| 11                                     | Denver Broncos               | West                         | 6                            | 10                           | 0                            | .375                         | 2–4                          | 4–8                          | .523                         | .464                         |
| 12                                     | Cincinnati Bengals           | North                        | 6                            | 10                           | 0                            | .375                         | 1–5                          | 4–8                          | .535                         | .448                         |
| 13                                     | Buffalo Bills                | East                         | 6                            | 10                           | 0                            | .375                         | 2–4                          | 4–8                          | .523                         | .411                         |
| 14                                     | Jacksonville Jaguars         | South                        | 5                            | 11                           | 0                            | .313                         | 1–5                          | 4–8                          | .549                         | .463                         |
| 15                                     | New York Jets                | East                         | 4                            | 12                           | 0                            | .250                         | 1–5                          | 3–9                          | .506                         | .438                         |
| 16                                     | Oakland Raiders              | West                         | 4                            | 12                           | 0                            | .250                         | 1–5                          | 3–9                          | .547                         | .406                         |
| Criteri di spareggio                   |                              |                              |                              |                              |                              |                              |                              |                              |                              |                              |
| 1. 2. 3. 4. 5. 6. 7. 8. 9. 10.         |                              |                              |                              |                              |                              |                              |                              |                              |                              |                              |
| Legenda                                |                              |                              |                              |                              |                              |                              |                              |                              |                              |                              |
| w — wild card ottenuta                 |                              |                              |                              |                              |                              |                              |                              |                              |                              |                              |
| x — partecipazione ai playoff ottenuta |                              |                              |                              |                              |                              |                              |                              |                              |                              |                              |
| y — campioni di division               |                              |                              |                              |                              |                              |                              |                              |                              |                              |                              |
| z — salto del primo turno di play-off  |                              |                              |                              |                              |                              |                              |                              |                              |                              |                              |
| * — vantaggio del campo ottenuto       |                              |                              |                              |                              |                              |                              |                              |                              |                              |                              |

## Premi

### Premi settimanali e mensili
- Jadeveon Clowney:

difensore della AFC della settimana 4
- J.J. Watt:

difensore della AFC del mese di settembre
difensore della AFC della settimana 12
- Ka'imi Fairbairn:

giocatore degli special team della settimana 15
giocatore degli special team della AFC del mese di dicembre